# Carnaval de Mamoiada

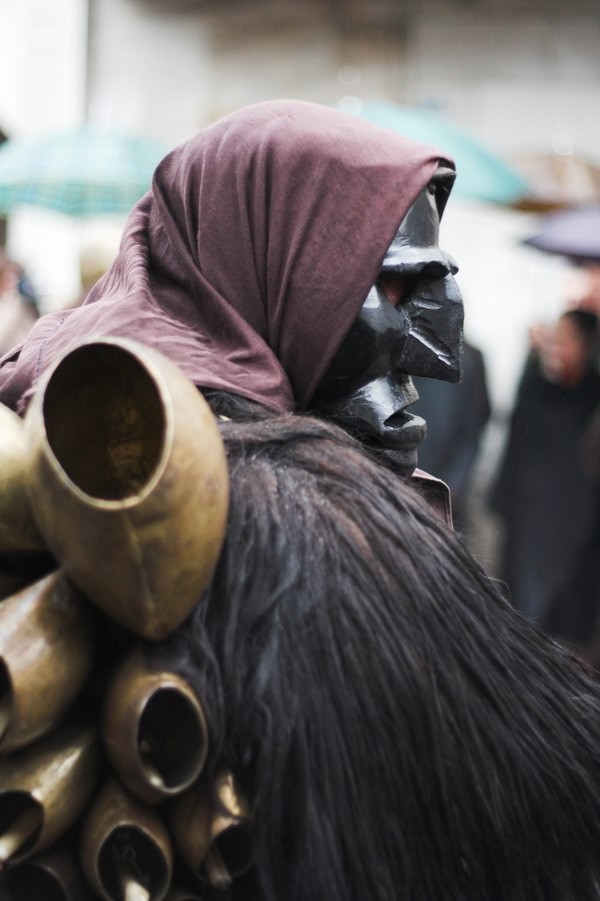
Le mamuthone.

O Carnaval de Mamoiada é uma procissão dançante que acontece todos os anos na festa de Santo Antônio em Mamoiada na Sardenha. É considerado o carnaval mais característico e mais antigo da ilha.

## Descrição
O ponto alto da festa acontece no domingo de Carnaval com o desfile dos "mamuthones" em seus trajes típicos, feitos com lã de ovelhas negras e uma máscara de madeira.

## Galeria

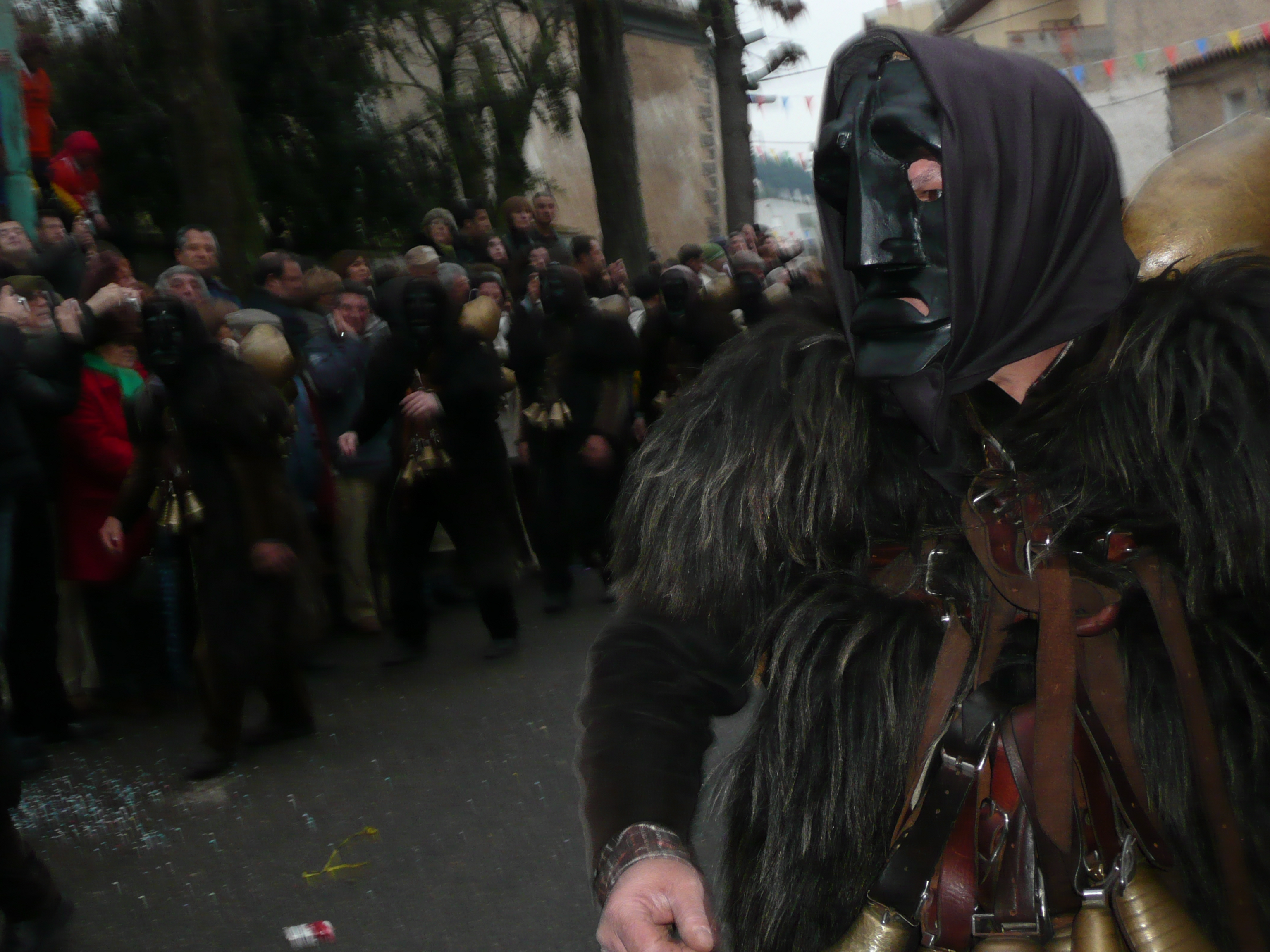
Desfile de Mamuthones.
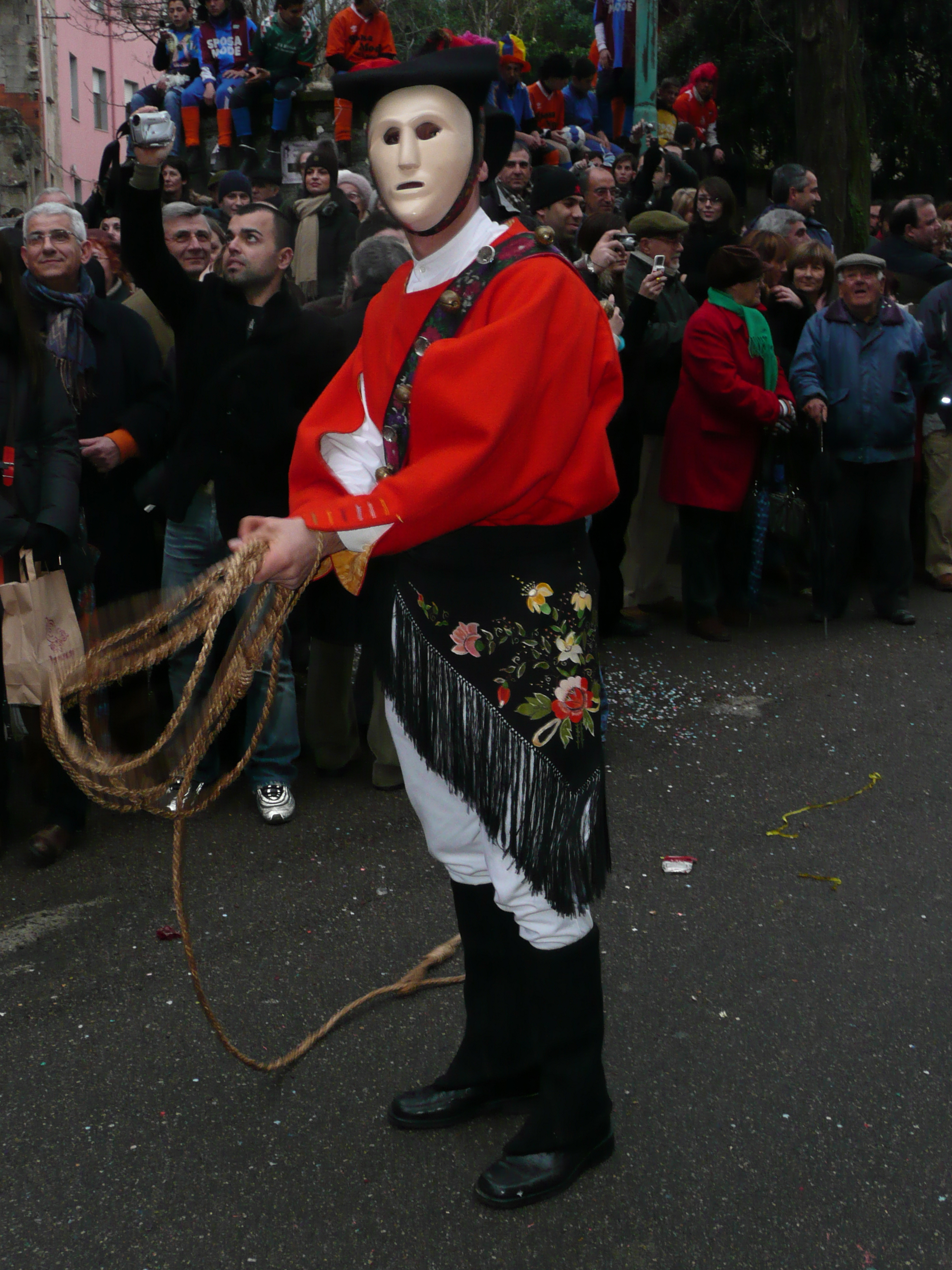
Fantasias dos Issohadore.
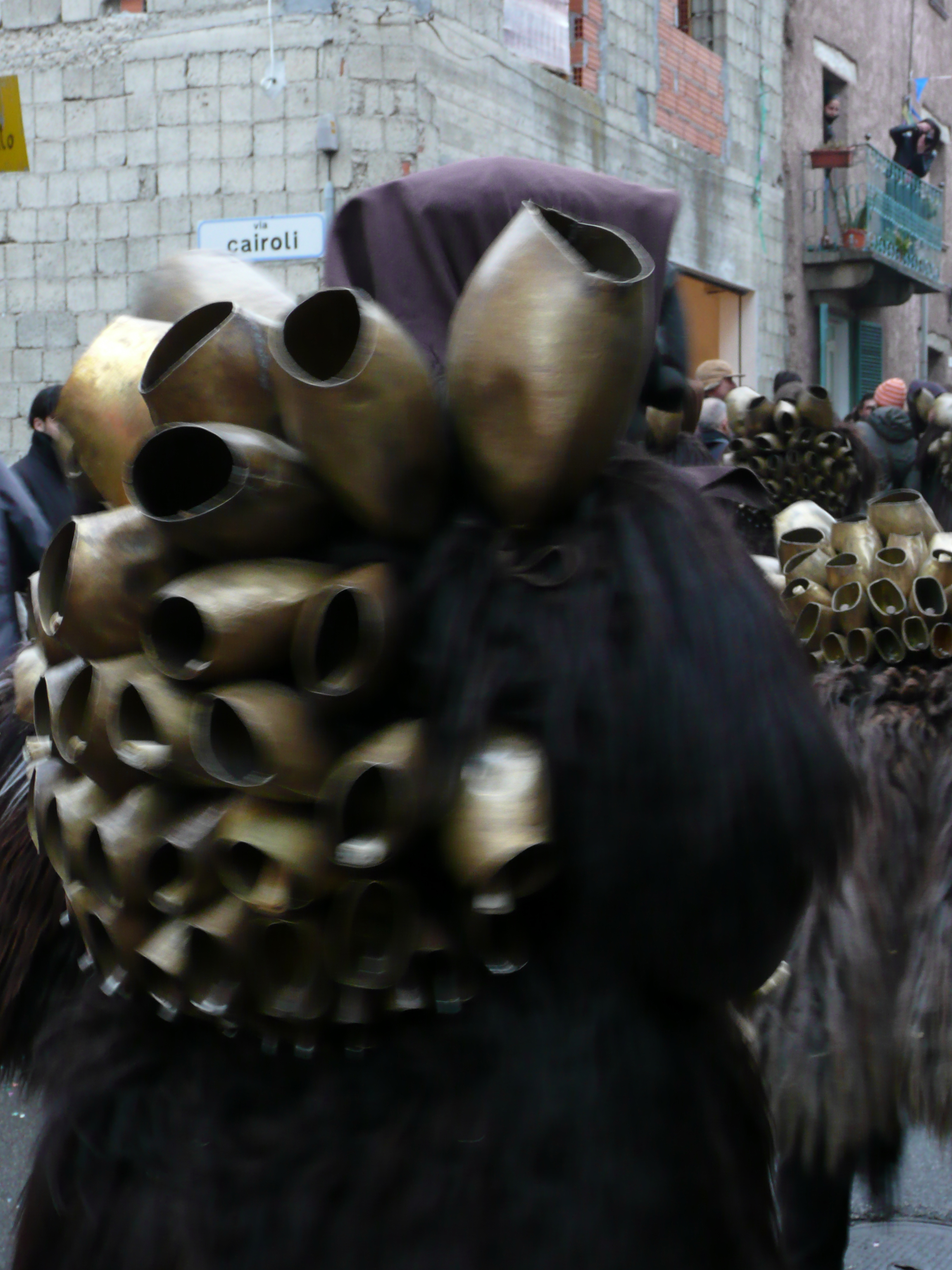
Mamuthones.